# Shoal Harbour River
De Shoal Harbour River is een rivier in de Canadese provincie Newfoundland en Labrador. De rivier is 19,5 km lang en bevindt zich in het zuidoosten van het eiland Newfoundland.

## Verloop
De Shoal Harbour River ligt van bron tot monding op het uitgestrekte grondgebied van de gemeente Clarenville. Hij begint als uitstroom van de Shoal Harbour Pond, een groot meer in het afgelegen westelijke deel van de gemeente. De rivier stroomt eerst zo'n 3 km in noordelijke richting, waarna hij wordt aangevuld door de uitstroom van de eveneens grote Andrews Pond. Daarna gaat de Shoal Harbour River nog zo'n 4 km in noordoostelijke richting, om daarna naar het zuidoosten toe te draaien. Al doende rondt hij de Hay Pook Hills.
Vanaf het punt waar de rivier naar het zuidoosten toe draait, loopt hij parallel aan de Newfoundland T'Railway en aan de Trans-Canada Highway (TCH). Hij bevindt zich vanaf dan ook in een uitgesproken dal, de Shoal Harbour River Valley. In dat dal bevindt zich Rioux, een locatie met verscheidene kleine voormalige zandgroeves. Zo'n 4 km vóór de monding stroomt de rivier onderdoor de TCH, waarna die laatste wegdraait naar het zuiden toe. De T'Railway blijft de Shoal Harbour River echter volgen tot aan de monding.
Na 19,5 km mondt de rivier uiteindelijk uit in de Shoal Harbour, een kleine natuurlijke haven van de Northwest Arm, de zeearm waaraan Clarenville is gelegen. Ter hoogte van de monding ligt ook het gelijknamige dorp Shoal Harbour, dat deel uitmaakt van Clarenville.

## Geschiedenis
Halverwege de 20e eeuw werd de Trans-Canada Highway aangelegd en werd er aldus een grote brug over de rivier en haar dal gebouwd. In 2022–2023 werd deze ondertussen verouderde brug gesloopt en werd er op dezelfde plaats een nieuwe gebouwd.
De rivier is ook van belang voor de drinkwatervoorziening van Clarenville, waardoor hij al minstens sinds 1996 de kern vormt van een officieel waterbeschermingsgebied.